# Kevin Zeitler
Kevin Zeitler (Waukesha, 8 marzo 1990) è un giocatore di football americano statunitense che gioca nel ruolo di guardia per i Tennessee Titans della National Football League (NFL). Fu scelto come 27º assoluto nel Draft NFL 2012 dai Cincinnati Bengals. Al college ha giocato a football a Wisconsin venendo premiato come All-American.

## Carriera

### Cincinnati Bengals
Considerato uno dei migliori prospetti tra le guardie disponibili nel Draft 2012, Zeitler il 26 aprile fu scelto nel corso del primo giro come 27º assoluto dai Bengals. Kevin debuttò subito come titolare il 10 settembre nella prima gara della stagione, persa nettamente contro i Baltimore Ravens per 44-13. La sua prima stagione si concluse giocando tutte le 16 gare come titolare, coi Bengals che si qualificarono per il primo turno di playoff. Nella stagione successiva, disputò 12 gare, di cui 11 come titolare.

### Cleveland Browns
Il 9 marzo 2017, Zeitler firmò un contratto quinquennale del valore di 60 milioni di dollari con i Cleveland Browns che lo rese la guardia più pagata della lega.

### New York Giants
Il 13 marzo 2019, Zeitler fu ceduto assieme a Jabrill Peppers e alle scelte del primo e terzo giro del Draft NFL 2019 ai New York Giants per Odell Beckham e Olivier Vernon.

### Baltimore Ravens
Il 15 marzo 2021 Zietler firmò un contratto triennale del valore di 22,5 milioni di dollari con i Baltimore Ravens. Nel 2023 fu convocato per il suo primo Pro Bowl al posto di Joe Thuney, impegnato nel Super Bowl LVIII.

### Detroit Lions
Il 19 marzo 2024 Zeitler firmò con i Detroit Lions.

### Tennessee Titans
Il 12 marzo 2025 Zeitler firmò un contratto di un anno del valore di 9 milioni di dollari con i Tennessee Titans.

## Palmarès
- Convocazioni al Pro Bowl: 1

2023
- PFWA All-Rookie Team - 2012